# Den blå lagunen (1980)
Den blå lagunen är en amerikansk film från 1980, baserad på en roman med samma namn av Henry De Vere Stacpoole. Filmen producerades och regisserades av Randal Kleiser.
Filmen har Brooke Shields och Christopher Atkins i huvudrollerna. De spelar två barn, kusinerna Emmeline och Richard från den viktorianska erans England, som blir strandsatta på en öde ö. 

## Handling
Kusinerna Emmeline och Richard är på en båt på Stilla havet med Richards pappa, när en brand utbryter ombord och de måste överge skeppet. Richard och Emmeline hamnar i en livbåt med en full skeppskock, Paddy, och så småningom driver båten i land på en tropisk ö. På ön kan de överleva, men när Paddy så småningom dör lämnas de två barnen ensamma. Åren går och de två kusinerna växer upp.

## Produktion, senare filmer
På biograferna i USA spelade filmen in över 58 miljoner dollar. I Sverige sålde biograferna 108 372 biljetter till filmen.
Romanen har filmats flera gånger; bland annat 1923 (med Molly Adair och Dick Cruickshanks) och 1949 (med Jean Simmons och Donald Houston). 1991 var det premiär för uppföljaren Tillbaka till den blå lagunen med Milla Jovovich.